# Strobilanthes venustus
Strobilanthes venustus är en akantusväxtart som beskrevs av William Grant Craib. Strobilanthes venustus ingår i släktet Strobilanthes och familjen akantusväxter. Inga underarter finns listade i Catalogue of Life.